# Heidenaltar im Ersdal
Der Heidenaltar im Ersdal liegt in Sira bei Flekkefjord im Westen des Fylke Agder in Norwegen. Von anderen Plätzen in diesem Teil von Agder und in Rogaland sind ebenfalls heidnische Altäre und heilige Steine bekannt (Heidenaltar von Rossland).
Der Heidenaltar im Ersdal besteht aus einem großen quadratischen Felsblock mit einer flachen Oberfläche. Steinlagen an den Ecken stützen den Steinblock in dessen Oberfläche ein einziges Schälchen graviert ist. Ein Felsbrocken in Form eines Trogs befindet sich unter dem Altar.
Vor Jahren befand sich der von einer Steinmauer umgebene Altar auf einem großen Gräberfeld mit kleineren Rundhügeln. Die Mauer und die meisten Rundhügel gingen später verloren.